# Buteogallus lacernulatus
El busardo cuelliblanco (Buteogallus lacernulatus) es una especie de ave accipitriforme de la familia Accipitridae.
Su hábitat natural son los bosques húmedos de tierras bajas, bosques montanos y plantaciones. No tiene subespecies reconocidas. Es endémica de Brasil y está amenazado por la pérdida de hábitat.